# 徐承云 (1945年)
徐承云（1945年—）安徽肥东人，中国人民解放军中将。

## 生平
1990年，任步兵第三十六师师长。1994年起，历任陆军第十二集团军副军长、南京军区副参谋长、陆军第十二集团军军长。2002年1月，任南京军区装备部部长。2003年1月，任南京军区参谋长。2004年，任南京军区副司令员。2008年12月退役。
退役后，徐承云担任了中国新四军研究会第一副会长等社会职务。
1992年晋升少将军衔，2004年7月晋升中将军衔。是第九届全国人大代表，中共十六大代表。2008年当选第十一届全国政协委员，代表特别邀请人士，分入第五十六组。